# Edelgasverbindungen
Edelgasverbindungen sind chemische Verbindungen, die mindestens ein Edelgasatom enthalten. Edelgase haben eine abgeschlossene Valenzschale und damit keine Neigung zur Verbindungsbildung. Trotzdem gibt es von einigen Edelgasen Verbindungen. Diese neigen aber relativ schnell zum Zerfall, und sehr viele davon sind nur bei tiefen Temperaturen stabil. Sie sind deshalb auch sehr starke Oxidationsmittel.
Edelgasverbindungen waren bis 2017 nur von den vier schweren Edelgasen Argon, Krypton, Xenon und Radon bekannt, nicht jedoch von Helium und Neon.
Keine Edelgasverbindungen im Sinn dieses Artikels sind die sogenannten Einschlussverbindungen oder Clathrate, bei der die Edelgasatome nur schwach gebunden sind.

## Stabilität
Bei den leichten Edelgasen Helium und Neon sind die ersten Ionisierungsenergien sehr hoch. Es ist bislang nicht gelungen, deren Ionisierung mit chemischen Methoden zu erreichen, denn es gibt kein Oxidationsmittel, das zu einer solchen Reaktion in der Lage wäre.
Bei den schwereren Homologen nimmt die Ionisierungsenergie mit zunehmender Ordnungszahl immer weiter ab, sodass davon stabile Verbindungen gebildet werden können. Deshalb gibt es Edelgasverbindungen fast nur von den Edelgasen Argon bis Radon. Von dem 2006 hinzugekommenen Oganesson (Element 118) wurden nur drei Atome erzeugt, deren chemische Eigenschaften noch unbekannt sind.
Bei Radonverbindungen ist die Stabilität zusätzlich eingeschränkt, weil dieses Element radioaktiv ist und auch das langlebigste Isotop 222Rn nur eine geringe Halbwertszeit von unter 4 Tagen hat.

## Wichtige Verbindungen
Von dem Element Krypton sind bisher nur die Verbindungen Kryptondifluorid KrF2 (nach Reaktion mit lewissaurer MFn als KrF+ das stärkste bekannte Oxidationsmittel) und das nur bei tiefen Temperaturen stabile Kryptonbis(pentafluororthotellurat) Kr(OTeF5)2 bekannt.
Von Xenon sind die meisten Verbindungen bekannt. In Xenonverbindungen hat das Xenon die Oxidationsstufen +2, +4, +6 oder +8. Als Xenonverbindungen sind Fluoride, Oxide, aber auch Xenon-Stickstoff-Verbindungen, Xenon-Kohlenstoff-Verbindungen und komplexere Verbindungen (zum Beispiel XePtF6) bekannt.

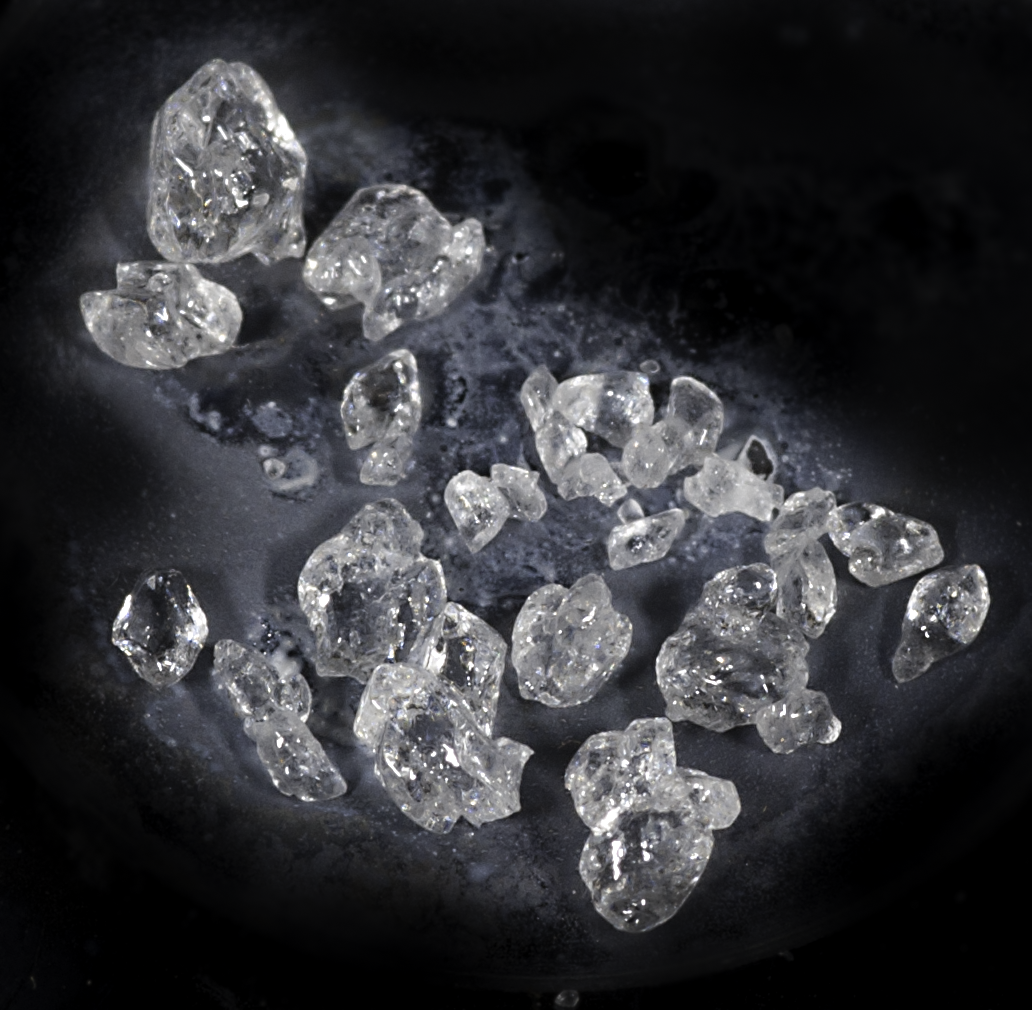
XeF_{2}-Kristalle

### Fluoride
Es gibt drei bekannte einfache Xenon-Fluor-Verbindungen:
Xenondifluorid XeF2, Xenontetrafluorid XeF4 und Xenonhexafluorid XeF6.
Xenondifluorid und Xenontetrafluorid sind entsprechend dem VSEPR-Modell linear bzw. quadratisch-planar aufgebaut. Sie kommen monomer vor. Xenonhexafluorid ist quadratisch-bipyramidal (verzerrt oktaedrisch) aufgebaut.
Alle Xenonfluoride werden durch thermische oder photochemische Aktivierung von Xenon/Fluor-Gemischen hergestellt. Welches Produkt entsteht, hängt vom Stoffmengenverhältnis sowie den Reaktionsbedingungen ab – Druck, Temperatur.
→ siehe auch: Excimerlaser (instabil: F2, Xe, ArF, KrF, XeBr, XeCl, XeF)

### Oxide
Als Oxide sind Xenon(VI)-oxid XeO3 und Xenon(VIII)-oxid XeO4 bekannt. Beide Oxide sind sehr instabil und explosiv, sie sind starke Oxidationsmittel. Die Struktur des Xenontrioxids ist nach dem VSEPR-Modell trigonal-pyramidal (pseudo-tetraedrisch), die des Xenontetroxids tetraedrisch.
→Darstellung des Trioxids durch vollständige Hydrolyse von Xenonhexafluorid:
{\displaystyle \mathrm {XeF_{6}+3\ H_{2}O\longrightarrow XeO_{3}+6\ HF} } 

### Heliumverbindungen
Na2He konnte in einer Diamant-Hochdruckzelle dargestellt werden und ist nur bei einem sehr hohen Druck von >113 GPa stabil. Im Februar 2017 wurde die Verbindung Na2HeO vorhergesagt, die bei >15 GPa stabil sein sollte. Eine Heliumverbindung wurde rechnerisch entwickelt und dargestellt sowie eine zweite vorhergesagt.

### Weitere Verbindungen
- Die erste hergestellte Xenon-Verbindung war Xenonhexafluoroplatinat XePtF6 im Jahr 1962.[3]

- Die erste hergestellte Xenon-Metallverbindung ist ein Tetra-Xenon-Gold(II)-Kation,[4][5] das eine exakt quadratisch-planare Struktur zeigt. Sie wurde von Stefan Seidel und Konrad Seppelt vom Institut für Anorganische und Analytische Chemie an der Freien Universität Berlin synthetisiert.

- Eine Xenon-Stickstoffverbindung wurde erstmals 1974 von DesMarteau vorgestellt:[6]

{\displaystyle \mathrm {2\ XeF_{2}+2\ HN(SO_{2}F)_{2}{\xrightarrow {(CH_{2}Cl_{2};\ 273\ K;\ 4\ Tage)}}\ 2\ FXeN(SO_{2}F)_{2}+2\ HF} }
- Das Argonfluorohydrid (HArF) konnte im Jahr 2000 durch Photolyse von Fluorwasserstoff in einer Argonmatrix bei 7,5 K synthetisiert werden. Der Nachweis gelang anhand neuer Linien im Infrarotspektrum. Die Verbindung ist nur bei Temperaturen unterhalb von 27 K stabil.[7]

{\displaystyle \mathrm {HF+Ar\ {\xrightarrow {(7,5\ K;\ Photolyse)}}\ HArF} }